# Huổi Lèng
Huổi Lèng là một xã thuộc huyện Mường Chà, tỉnh Điện Biên, Việt Nam.

## Địa lý
Xã Huổi Lèng có vị trí địa lý:
- Phía đông giáp xã Hừa Ngài
- Phía tây giáp huyện Nậm Pồ
- Phía nam giáp xã Ma Thì Hồ và xã Sa Lông
- Phía bắc giáp xã Mường Tùng.

Xã Huổi Lèng có diện tích 108,10 km², dân số năm 2022 là 3.327 người, mật độ dân số đạt 30 người/km².

## Hành chính
Xã Huổi Lèng được chia thành 7 bản: Ca Dính Nhè, Huổi Lèng, Huổi Toóng I, Huổi Toóng II, Ma Lù Thàng, Nậm Chua, Trung Dình.

## Lịch sử
Ngày 14 tháng 11 năm 2006, Chính phủ ban hành Nghị định số 135/2006/NĐ-CP về việc:
- Thành lập xã Sa Lông trên cơ sở điều chỉnh 8.500 ha diện tích tự nhiên và 2.374 nhân khẩu của xã Huổi Lèng.
- Thành lập xã Ma Thì Hồ trên cơ sở điều chỉnh 4.227 ha diện tích tự nhiên và 656 nhân khẩu của xã Huổi Lèng.

Sau khi điều chỉnh địa giới hành chính, xã Huổi Lèng còn lại 10.779,79 ha diện tích tự nhiên và 2.069 nhân khẩu.